# Поперечно-Базарная улица (Казань)
Поперечно-Базарная улица (тат. Аркылы Базар урамы, Arqılı Bazar uramı) — улица в исторических районах Ягодная слобода и Крыловка Кировского района Казани.

## География
Начинается от перекрёстка с улицами Лукницкого, 1 Мая и Гладилова, пересекается с улицами Слободская, Краснококшайская, Базарная, новой трассой Краснококшайской улицы, улицами Герцена, Гончарова, Тургенева, Кольцова, Большая Крыловка, 1-я и 2-я Вольная, Ягодинская, Дежнёва, и после пересечения с улицей Баженова переходит в Горсоветскую улицу.

## История
До революции улица была односторонкой кварталов 5, 6 и 7 Ягодной слободы, имевших деревянную застройку. Первое известное название (Поперечно-Песчаная улица) известно с 1920-х годов, переименована 2 ноября 1927 года в Поперечно-Базарную, предположительно, по находившемуся недалеко Ягодинскому рынку.
Первоначально улица находилась только в Ягодной слободе; в 1930-е годы она была магистральной улицей, связывавшей Ягодную слободу с Крыловкой. В результате разрастания как Ягодной слободы, так и Крыловки улица стала удлиняться далее на восток, дойдя до жилпосёлка завода имени Ленина, где соединилась с Горсоветской улицей.
В результате застройки улицы многоэтажными домами деревянная застройка сохранилась преимущественно в промежутке между новой трассой Краснококшайской улицы и Большой Крыловкой.
В первые годы советской власти административно относилась к 6-й части города; после введения в городе административных районов относилась к Заречному (с 1931 года Пролетарскому, с 1935 года Кировскому) району.

## Примечательные здания и сооружения
- № 12/86, 14, 16/11 — жилые дома льнокомбината[тат.].[18][19]
- № 57 — бывшее общежитие треста «Казтрансстрой» (вторая половина 1970-х гг.), в этом доме в 1980-90-е годы размещалось почтовое отделение № 124.[17][20][21]
- № 68 — жилой дом завода «Кзыл-Кунче».[22]
- № 70 — жилой дом завода медаппаратуры.[23]
- № 74 — жилой дом швейной фабрики № 5.[24] В этом доме расположено ГКУ «Пожарная охрана Республики Татарстан» МинЧС Татарстана[тат.]. Ранее в этом доме находилось 1-е отделение 5-й городской детской больницы.[21][25]

## Транспорт
В 1953–2010 годы по участку улицы следовал троллейбус № 3; а второй половине 2000-х по ней следовал кольцевой автобусный маршрут № 166.
В настоящее время общественный транспорт по улице не ходит, но на пересечениях Поперечно-Базарной с другими улицами есть остановки общественного транспорта: «улица 1 Мая» (перекрёсток с улицами Лукницкого, 1 Мая и Гладилова, автобус), «Поперечно-Базарная улица» (на пересечении с новой трассой Краснококшайской улицы, автобус, троллейбус), «Поперечно-Базарная улица» (на пересечении с улицей Большая Крыловка, трамвай). Ближайшая станция метро — «Козья слобода».

## Известные жители
На улице проживал историк Миркасым Усманов.

## Галерея

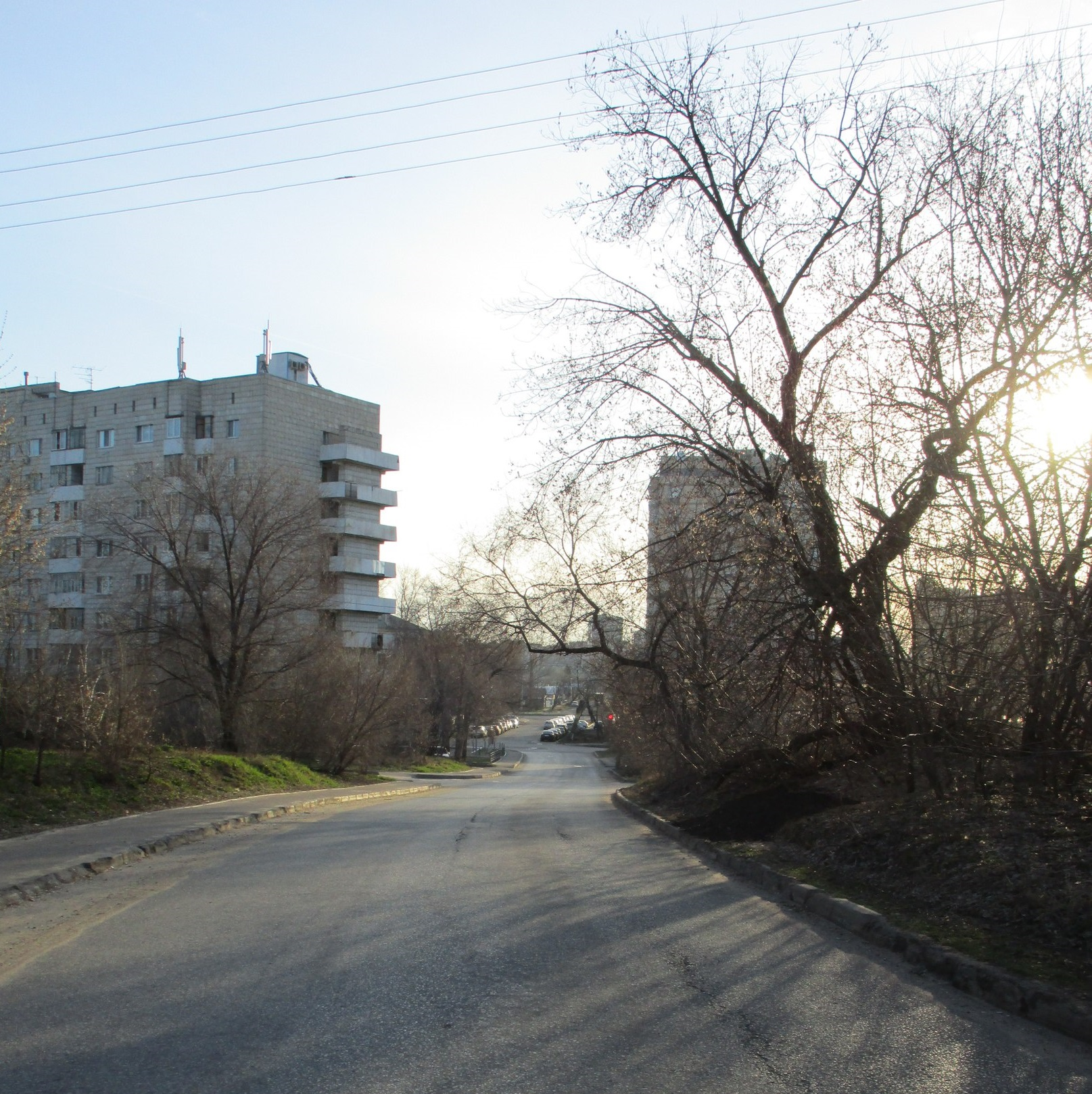
В районе пересечения со Слободской улицей